# Zora silvestris
Zora silvestris és una espècie d'aranyes araneomorfes de la família dels mitúrgids (Miturgidae). Fou descrita per primera vegada l'any 1897 per Kulczyński.
Té una distribució paleàrtica i es pot trobar des d'Europa fins a Àsia central. Els mascles fan de 3 a 4 mm i les femelles de 3,5 a 4 mm.